# Henri Bourrit
Henri Bourrit (geboren 23. Oktober 1841 in Cologny; gestorben 12. September 1890 in Cannes) war ein Schweizer Architekt des Historismus. Gemeinsam mit Jacques Simmler führte er von 1869 bis 1887 in Genf das Architekturbüro Bourrit und Simmler.

## Leben
Bourrit, Sohn des Pfarrers Octave Bourrit und der Emma geb. Hallart studierte nach dem Besuch der Schulen in Genf und Paris ab 1859 am Eidgenössischen Polytechnikum in Zürich und schloss 1862 mit dem Diplom ab. Daraufhin erhielt er eine Anstellung bei seinem Lehrer, Gottfried Semper, bei dem auch Simmler arbeitete.
Aus gesundheitlichen Gründen übersiedelte Bourrit 1864 oder 1865 nach Südfrankreich, und nachdem Bourrit Gelegenheit erhielt, dort eine Villa in Cannes auszuführen und mit der Planung für eine Kirche in Menton betraut wurde, holte er seinen früheren Kollegen zu sich und gründete die Büropartnerschaft. 1869 bis 1878 war er Professor an der technischen Fakultät der Akademie in Lausanne, eine Position, die er von Genf aus betreute. In Genf war er von 1874 bis 1876 Grossrat und Richter am Handelsgericht.
1880 unternahm er eine längere Palästinareise, über die er einen Reisebericht verfasste. Er widmete sich ab dieser Zeit häufiger auch der Vortragstätigkeit, etwa nach einer Studienreise nach Deutschland anlässlich der Errichtung der Genfer Chemiefakultät. Bourrit erlag 1890 den Verbrennungen nach einem Unfall, einer Gasexplosion auf einer Hausinspektion in Cannes.

## Werkauswahl
Bourrit und Simmler
- Evangelische Kirche, Menton zwischen 1864 und 1868
- Villa Britannique, Cannes
- Evangelische Kirche, Annecy 1870
- Wohn- und Geschäftshäuser, Carrée Boulevard Georges Favon/Rue du Stand/Quai de la Poste 1871[3]
- Reformierte Kirche, Freiburg 1874–1875[4]
- Temple Indépendant, La Chaux-de-Fonds 1875–1877[5]
- Reformierte Kirche, Sitten 1876, 1968 durch Neubau ersetzt[6]
- Börse Zürich, Wettbewerb 1876–1877 (5. Preis)
- École des arts industriels, Genf 1876–1880 (heute École des arts decoratifs)[7]
- Bundesgericht, Wettbewerb, Lausanne 1877 (1. Preis, Ausführung Benjamin Recordon)
- École de Chimie, Genf 1878–1879[8]
- Schloss Sans-Souci, Versoix 1882–1884
- Schloss El-Masr, Cologny 1883–1884
- Villa Wenden, Cannes 1888–1890